# Ithoriak
Az ithoriak (angolos írásmóddal: Ithorian) a Csillagok háborúja elképzelt univerzumának egyik értelmes népe.

## Leírásuk
Az ithoriak a Középső Peremben található Ithor bolygó őslakos, emlősszerű értelmes népe. Legfőbb jellemzőik a hosszú és meggörbült nyakuk, amelyen T alakú fej ül; a szemeik a földi pörölycápákéhoz hasonlóan a fej két végén vannak. E fura megjelenésük miatt egyes érzéktelenek „kalapácsfejűeknek” becézik őket, bár az ithoriak számára ez a megnevezés sértő. A rendszertani besorolás szerint az ithoriak növényevő emlősöknek számítanak, de legfőbb táplálékuk a hangyalégy. Magasságuk 1,8-2,3 méter. Bőrszínük lehet barna, sötétvörös vagy zöld. Hajszínük barna, szürke vagy fehér. Habár a két szem a széles fej két oldalán ül, eléggé könnyen látnak előre; szemszínük fekete vagy kék. Széles, lapos lábaik vannak. Két szájuk, négy torkuk és torokzsákjaik vannak, emiatt sztereó hangadásra képesek; a hangjukat fegyverként is használják. Az életciklusuk metamorfózist igényel, mivel gyermekkorukban a jól ismert felnőttektől nagyon eltérnek; a fiatalok a végső átalakulás előtt bábszerű lények, járócsövekkel és fülfedőkkel. Mindkét gyermekkori anatómiai jellemzőjüket elvesztik a metamorfózis után. Egy ithori akár néhány ezer fajtársat is szülhet/tojhat. Az Erő-érzékenység nem ritka a faj körében.
Körülbelül 85 standard évig élnek. Az anyanyelvük az ithori nyelv, ez más népek által alig érthető. Sokan megtanulták a galaktikus közös nyelvet. A Galaktikus Köztársasággal 12 000 BBY-ben vették fel a kapcsolatot, azóta az óriás méretű, úgynevezett ithori csordahajók segítségével az ithoriak a Galaxis számos pontjára eljutottak. Sokuk a Coruscanton telepedett le (a filmekben, sorozatokban alig van coruscanti városi kép, amelyben ne szerepeljen legalább egy ithori).

## Történelmük
Az ithoriak arról a legismertebbek, hogy nagyon tisztelik a természetes környezetüket. Ez legszembeötlőbben abban fejeződik ki, hogy lebegő városokat építettek, amikben laknak, hogy a bolygó felszínét ne csúfítsák építmények. Békeszeretőek és jó diplomaták.
Az ithori lakosság túlnyomó része (és a bolygó teljes élővilága) elpusztult a Yuuzhan Vongok által bevetett biológiai fegyver következtében, amit azok az Ithor bolygó ellen alkalmaztak. Csak azok az ithoriak menekültek meg, akik akkor éppen nem tartózkodtak a bolygón.
A túlélők évekig hányódtak ide-oda, keresték a helyüket a világban, mígnem Leia Organa és Han Solo felfedezték a Borao bolygót. Hónapokig tartó politikai csatározás után az ithoriak engedélyt kaptak a bolygó benépesítésére.

## Megnevezett ithoriak
- Pato Ado – férfi; xenobiológus
- Tendau Bendon – férfi; szenátor
- Deneb Both – nő; a Mos Eisley űrkikötőben levő Chalmun kantinban szokott enni
- Roron Corobb – férfi; jedi mester
- Worror Dowmat – férfi; jedi mester
- Gozubb – férfi; egyik huttnál vendég
- Chodo Habat – férfi; Erő párti
- Jakker-Sun – férfi; szenátor
- Moza – férfi; Chodo Habatnak dolgozik
- Ysho – férfi; a galaktikus polgárháború idején él
- Momaw Nadon – férfi; áruló
- Noga-ta – neme nem ismert; jedi lovag, a barabelek egyik kibékítője
- Thulls – férfi; a Gelgelar bolygón ebédlője van
- Nu Toreena – nő; a Galaktikus Szövetség tagja
- Janos Wertka – férfi; a Kashyyykon adminisztrátor
- Onca – férfi; fejvadász
- Bulduga – férfi; fejvadász
- Byph – férfi; padawan
- Del Moomo – férfi; kém
- Dob Moomo – férfi; kém és fejvadász

## Megjelenésük a filmekben, könyvekben, videojátékokban
Ezt a fajt az „Egy új remény” című filmben pillanthatjuk meg először. Azóta a „Star Wars: A klónok háborúja” című televíziós sorozat és más rajzfilmsorozatok számos részében láthatók. Továbbá képregényekben és videojátékokban is kaptak szerepet.

### Fordítás
- Ez a szócikk részben vagy egészben az Ithorian című Wookieepedia-szócikk fordítása. Az eredeti cikk szerkesztőit annak laptörténete sorolja fel.